# American Masters
American Masters est une série télévisée américaine de PBS.  Elle présente des biographies sur les artistes, acteurs et écrivains des États-Unis qui ont laissé un impact profond sur la culture  de la nation. Elle est produite par WNET à New York City. La série a débuté en 1986,,,.

## Personnages
- Stella Adler
- Louisa May Alcott
- Louis Armstrong
- John James Audubon
- Richard Avedon
- Joan Baez
- George Balanchine
- James Baldwin
- Lucille Ball
- Leonard Bernstein
- James Brown
- Carol Burnett
- John Cage
- Alexander Calder
- Robert Capa
- Truman Capote
- John Cassavetes
- Willa Cather
- Lon Chaney
- Charlie Chaplin
- Ray Charles
- Julia Child
- Harold Clurman (en)
- Nat King Cole
- Sam Cooke
- Aaron Copland
- Walter Cronkite
- George Cukor
- Merce Cunningham
- Edward S. Curtis
- James Dean
- Plácido Domingo
- Bob Dylan
- Thomas Eakins
- Clint Eastwood
- Albert Einstein
- Duke Ellington
- Ralph Ellison
- Ahmet Ertegün
- Buckminster Fuller
- Judy Garland
- Marvin Gaye
- David Geffen
- Frank Gehry
- George Gershwin
- Allen Ginsberg
- Lillian Gish
- Samuel Goldwyn
- Benny Goodman
- Martha Graham
- Cary Grant
- D. W. Griffith
- Woody Guthrie
- Dashiell Hammett
- John H. Hammond
- Helen Hayes
- Lillian Hellman
- Ernest Hemingway[5]
- Don Hewitt
- Al Hirschfeld (The Line King: The Al Hirschfeld Story)
- Alfred Hitchcock
- David Hockney
- Billie Holiday
- Lena Horne
- Zora Neale Hurston
- Jasper Johns
- Philip Johnson
- Quincy Jones
- Danny Kaye
- Elia Kazan (A Letter to Elia)
- Buster Keaton
- Garrison Keillor
- Gene Kelly
- André Kertész
- Annie Leibovitz
- James Levine
- Harold Lloyd
- Murray Louis
- George Lucas
- Henry Luce
- Norman Mailer
- Bob Marley
- Elaine May
- Sanford Meisner
- Yehudi Menuhin
- Arthur Miller
- Joni Mitchell
- Marilyn Monroe
- Robert Motherwell
- Edward R. Murrow
- Willie Nelson
- Bob Newhart
- Mike Nichols
- Alwin Nikolais
- Isamu Noguchi
- Georgia O'Keeffe
- Eugene O'Neill
- Jack Paar
- Charlie Parker
- Les Paul
- Gregory Peck
- Edgar Allan Poe
- Sidney Poitier
- Cole Porter
- Katherine Anne Porter
- Robert Rauschenberg
- Man Ray
- Lou Reed
- Frederic Remington
- Diego Rivera
- Paul Robeson
- Norman Rockwell
- Richard Rodgers
- Will Rogers
- Arthur Rubinstein
- Mort Sahl
- Augustus Saint-Gaudens
- Waldo Salt (Waldo Salt: A Screenwriter's Journey)
- Charles M. Schulz
- Martin Scorsese
- Pete Seeger
- David O. Selznick
- Maurice Sendak
- Rod Serling
- Neil Simon
- Paul Simon
- Isaac Bashevis Singer (Isaac in America: A Journey with Isaac Bashevis Singer)
- Alfred Stieglitz
- George Stevens
- Preston Sturges
- William Styron
- Paul Taylor (Dancemaker)
- Dalton Trumbo
- Sarah Vaughan
- Gore Vidal
- Andy Warhol
- Alice Waters
- Muddy Waters
- John Wayne
- Billy Wilder
- Hank Williams
- Tennessee Williams
- William Wyler
- Neil Young